# Blackmore's Night
Blackmore's Night — британський рок-гурт, що грає ренесанс-фолк-рок. Створений відомим гітаристом Річі Блекмором (Ritchie Blackmore), що раніше грав у Deep Purple та Rainbow), і вокалісткою Кендіс Найт (Candice Night).

## Склад групи
- Річі Блекмор — електро- та акустична гітара, ліра колісна
- Кендіс Найт — тексти, вокал і старовинні дерев'яні духові інструменти.
- Бард Девід — клавішні
- Сестри Маделін та Ненсі Поснер — бек-вокал
- Сквайр Малькольм (Малькольм Дік) — ударні

## Дискографія

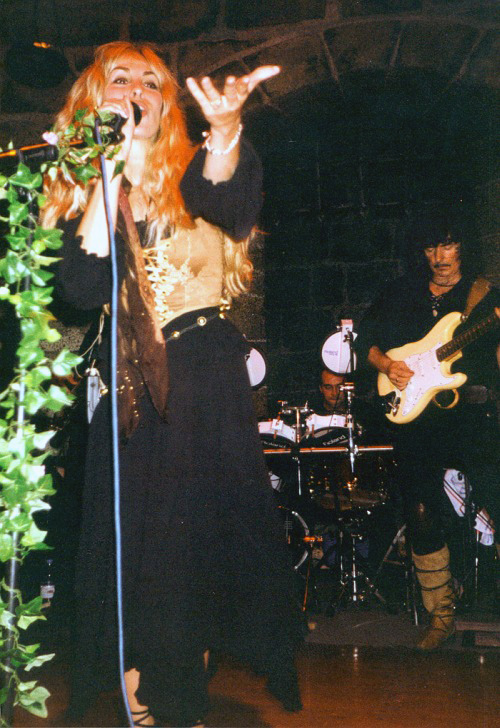
Blackmores Night 2001

### Студійні альбоми
- Shadow of the Moon (1997)
- Under a Violet Moon (1999)
- Fires at Midnight (2001)
- Ghost of a Rose (2003)
- The Village Lanterne (2006)
- Winter Carols (2006)
- Secret Voyage (2008)
- Autumn Sky (2010)
- Dancer and the Moon (2013)
- All Our Yesterdays (2015)
- Nature's Light (2021)

### Живі альбоми
- Past Times with Good Company (2002)
- Paris Moon (2007)
- A Knight In York (2012)

### Збірки
- Beyond the Sunset: The Romantic Collection (2004)